# Wolterstorffina chirioi
Wolterstorffina chirioi är en groddjursart som beskrevs av Boistel och Jean-Louis Amiet 200. Wolterstorffina chirioi ingår i släktet Wolterstorffina och familjen paddor. Inga underarter finns listade i Catalogue of Life.
Arten är endast känd från toppen av vulkanen Mount Oku i Kamerun. Regionen ligger ungefär 3300 meter över havet. Den är täckt av gräs och buskar.
Beståndet hotas av bruk av betesmarker och av bränder. IUCN kategoriserar arten globalt som akut hotad.